# Ciambella
Une ciambella (/tʃam′bɛlla/), est un gâteau italien en forme de tore, sucré ou salé.
Une grande ciambella est appelée familièrement « ciambellone », le suffixe «–one» étant suffixe augmentatif en italien.

## Ingrédients
La pâte du ciambella sucré, composée de farine de blé, d'œufs, de beurre et de levure, est cuite au four dans un moule particulier, qui lui donne sa forme caractéristique. Une version « bicolore » est particulièrement populaire : on ajoute de la poudre de cacao à une partie de la pâte avant cuisson. Il est aussi possible d'ajouter du yaourt afin de rendre le gâteau plus moelleux, des fruits confits et des pépites de chocolat. 
En Italie, les tranches de ciambellone sont souvent consommées au déjeuner[réf. souhaitée].

## Variantes locales
De nombreuses régions ont ajouté une ou plusieurs variantes de ciambella à leur liste de produits alimentaires traditionnels.
- En Calabre :

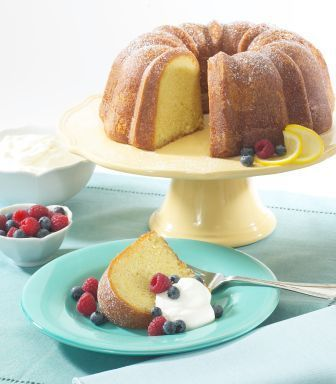
Un exemple de ciambellone.

  - cuddhuraci, cuddrurieddru ( Cosenza), cururicchi, curujicchi ou curijicchi (dans la Province de Vibo Valentia)
- En Campanie:
  - Cullurielli
  - Graffe napolitaine
  - Zeppole
- En Émilie-Romagne :
  - ciambella romagnole, qui, en particulier dans la province de Forlì, se présente sous la forme d'une miche de pain (et non une couronne)
  - ciambella bolognaise, brazadela
  - ciambella de Piacenza, buslàn
  - ciambella de Reggio, bresadela, busilan
  - buslanëin
- Dans le Latium :
  - les biscuits et les ciambelle à l’œuf
  - ciambella a cancello
  - ciambella al mosto
  - ciambella à l'eau de Maenza
  - ciambella à l'anis de Veroli
  - ciambelle au vin Moscato di Terracina
  - ciambella de l'épouse
  - ciambella du baron
  - ciambella di magro di sermoneta
  - ciambella ellenese
  - ciambelle de ova
  - ciammellono
- En Lombardie
  - ciambella de Brescia, bossolà
- Dans les Marches
  - ciammella strozzosa
  - ciambella avec des graines d'anis ou de badiane
- En Sicile
  - beignet de San Cataldo
  - cuddura à San Paulu
- En Toscane
  - ciorchiello, ciorchiedo
- Dans le Trentin-Haut-Adige
  - kiechl